# Wawa (Ontario)
Wawa, già Michipicoten (fino al 2006), è una municipalità  del distretto di Algoma, situata nella provincia dell'Ontario, in Canada,  sulla costa settentrionale del Lago Superiore. Si trova a circa 920 km di distanza dalla città di Toronto. Posizionata accanto al Lago Wawa e attraversata dalla Trans-Canada.

## Storia
Il toponimo di Wawa deriva dal termine in lingua ojibwe che letteralmente vuol dire oca selvaggia, l'animale-simbolo che è raffigurato in una nota statua di oca posta all'ingresso del centro abitato.

## Geografia fisica
Le coordinate geografiche di Wawa sono 47°59 N 35°26 W. La città è situata a 287 m s.l.m. e la sua superficie è di 416,21 km². Situata nei dintorni del Parco Provinciale del Lago Superiore e del Parco nazionale di Pukaskwa, le città più vicine sono Chapleau, White River, ma anche le città di Thunder Bay, Sault Ste. Marie e la riserva indiana della prima nazione degli Ojibway di Gros Cap Indian Village 49A.
Interessante la presenza di cascate come le "Silver Falls" e le "Magpie High Falls".

## Economia

### Turismo
La spiaggia di sabbia bianca è a Sandy Beach, sulla Michipicoten Bay, località preferita dal pittore A.Y. Jackson (1882-1974) del Gruppo dei Sette per dipingere i suoi migliori affreschi.

## Società
Secondo il censimento del 2016, Wawa contava 2905 abitanti di origini francofone e aborigine.

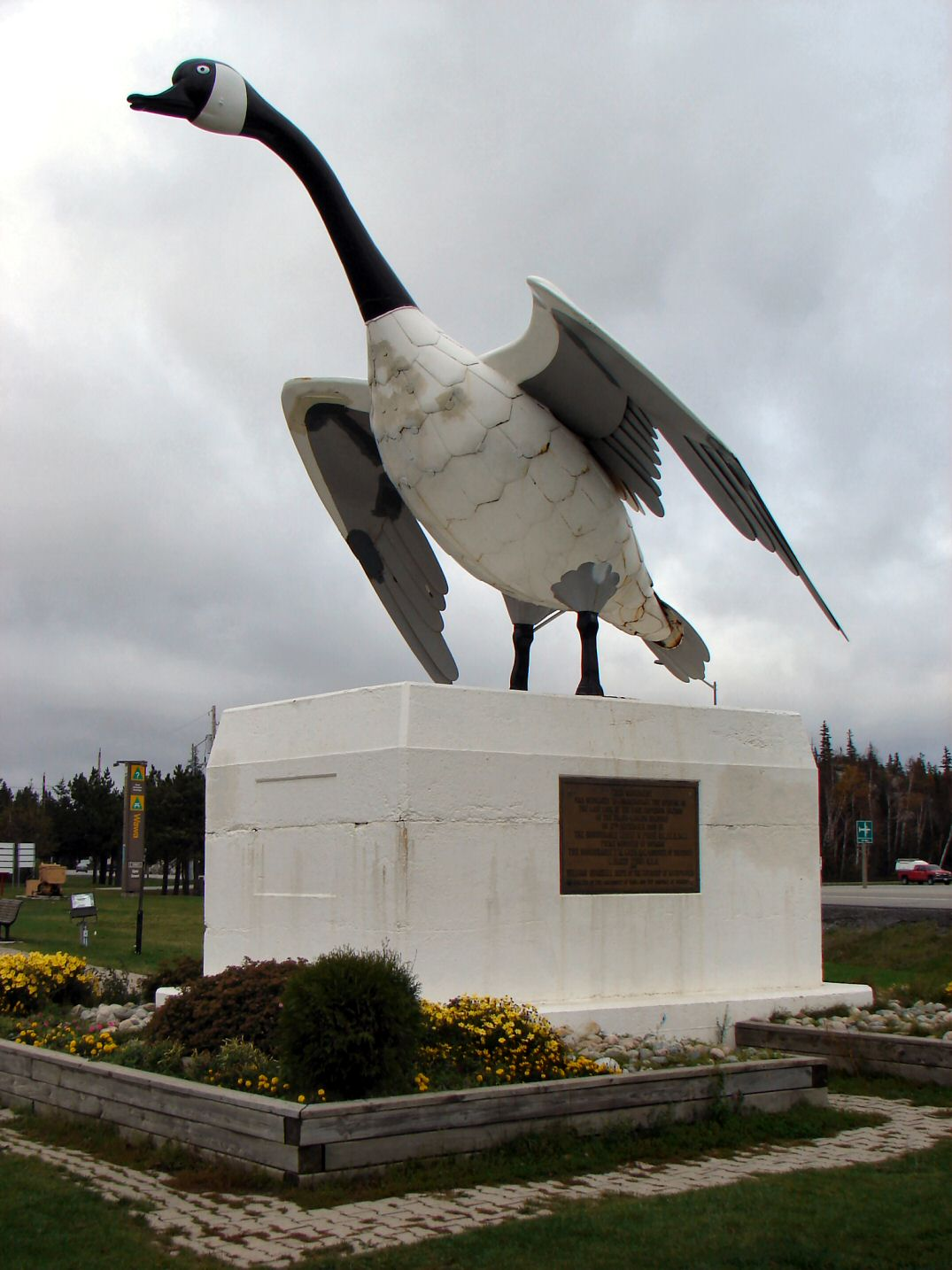
La gigantesca oca posta all'ingresso di Wawa
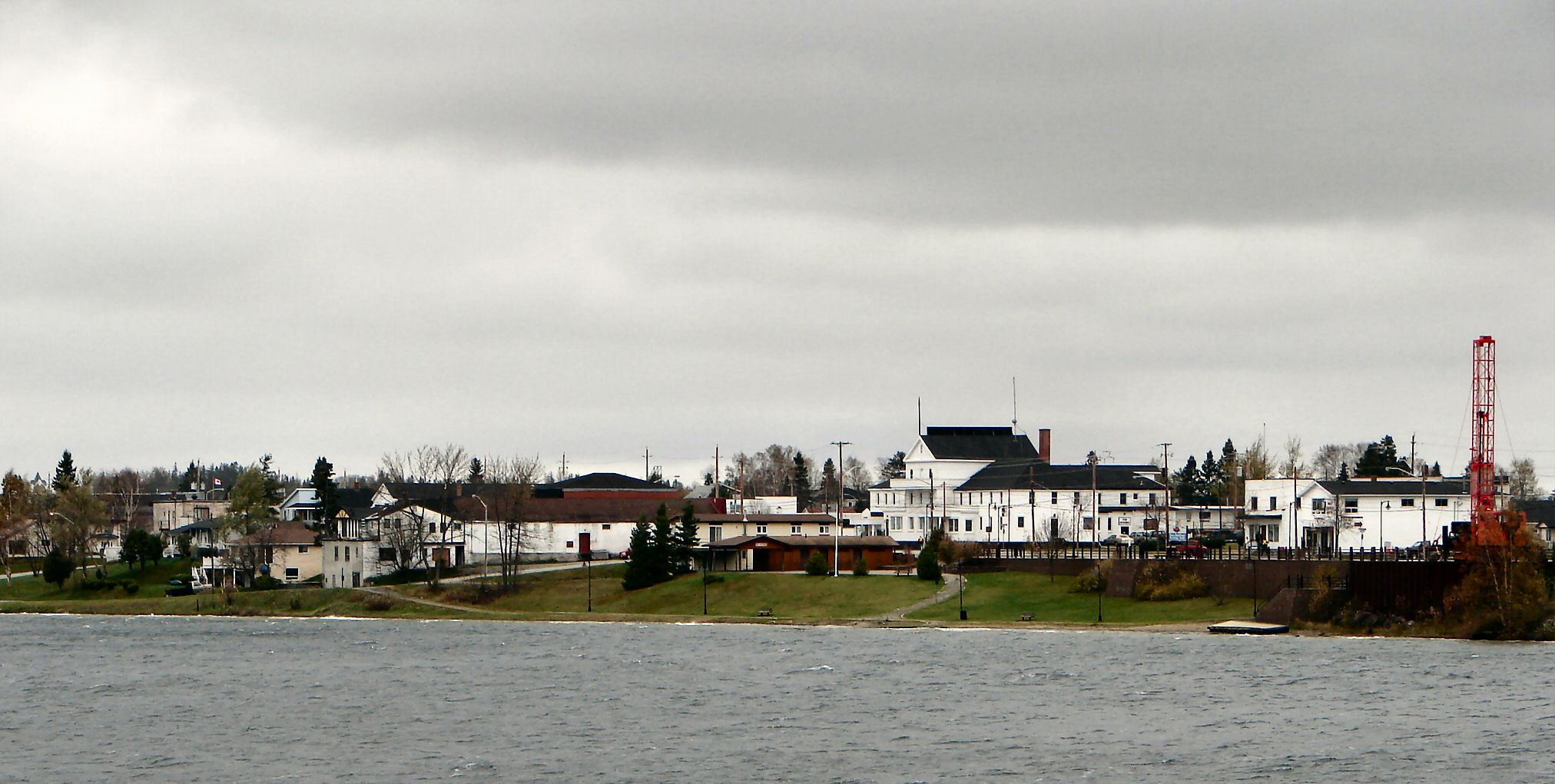
Veduta panoramica del Lago Wawa
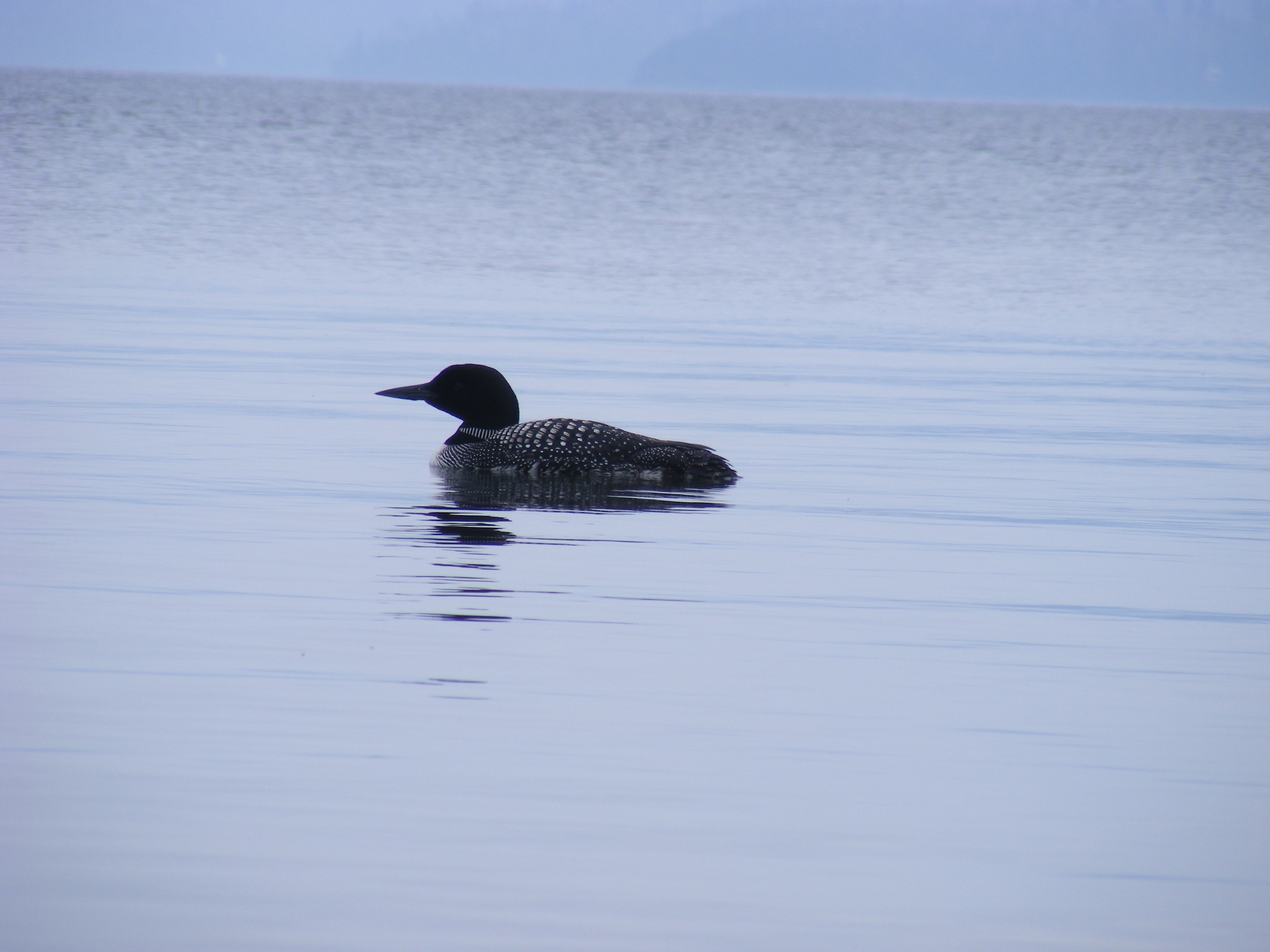
Gavia nel Lago Wawa
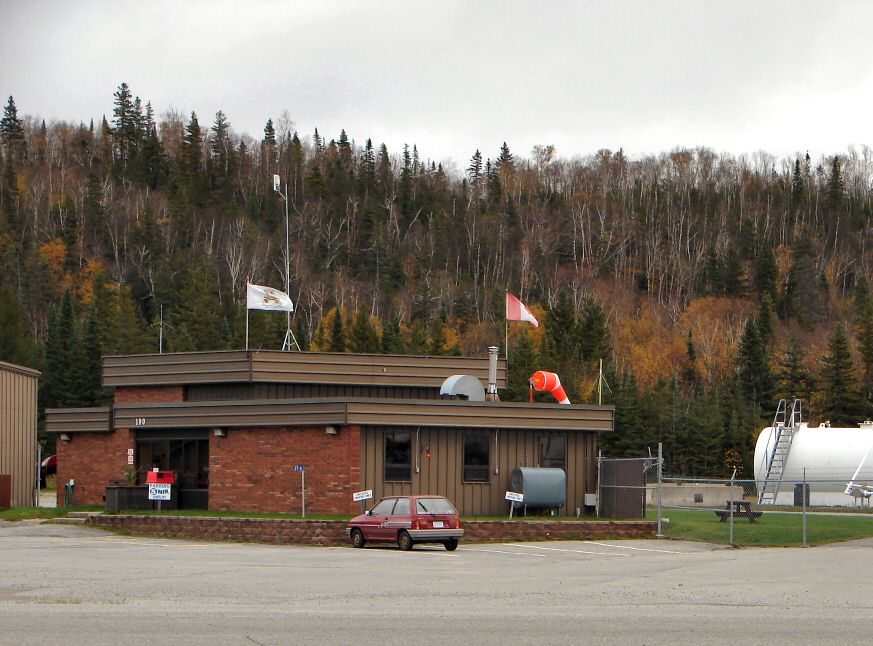
Il piccolo aeroporto di Wawa